# サンフランシスコの女
「サンフランシスコの女」（サンフランシスコのひと）は、1971年に発表されたザ・ピーナッツの楽曲である。

## 概要
この楽曲は「東京の女」から続いた「女（ひと）シリーズ」の一つとして1971年に作成されたものである。作曲は「大阪の女」に続いて中村泰士が手掛けた。
歌詞は3番まで作成されている。また、CDの音源で現在のところ確認出来るヴァージョンは1つのみである。
『NHK紅白歌合戦』では第22回で歌唱された。現在でも全曲集の定番曲として収録されている場合が多い。
なお、発売当時のシングルのB面は「ロンリー香港」であった。

## 作成者
- 作詞：橋本淳
- 作曲：中村泰士
- 編曲：高田弘